# Oceanijski jezici
Oceanijski jezici, grana istočnih malajsko-polinezijskih jezika koja obuhvaća (498) jezika koji se govore na području Oceanije i otočja Admiralty.
a) Admiralitetski otoci (31): andra-hus, baluan-pam, bipi, elu, ere, hermit, kaniet, kele, khehek, koro, kurti, leipon, lele, lenkau, likum, loniu, lou, mokerang, mondropolon, nali, nauna, nyindrou, pak-tong, papitalai, penchal, ponam, seimat, sori-harengan, titan, tulu-bohuai, wuvulu-aua. 
a1. Istočnoadmiralitetski jezici (28)
a2. Zapadnoadmiralitetski jezici (3)
b) Centralna-istočna Oceanija (234); ajië, akei, amba, ambae (2 jezika, zapadni i istočni), amblong, aneityum, anuta, aore, apma, araki, 'are'are, arhâ, arhö, arosi, asumboa, aulua, austral, axamb, baeggu, baelelea, baetora, baki, bauro, bierebo, bieria, big nambas, birao, bughotu, burmbar, butmas-tur, bwatoo, caac, cemuhî, dakaka, dehu, dixon reef, dori'o, dumbea, emae, eton, fagani, fataleka, fidžijski (fijian), fortsenal, futuna-aniwa, fwâi, gela, ghari, gone dau, gula'alaa, haeke, hano, havajski (hawaiian), haveke, hiw, hmwaveke, iaai, ifo, istočni futuna, jawe, jugoistočni ambrym (ambrym, southeast), jugozapadni tana (tanna, southwest), južni efate (efate, south), kahua, kapingamarangi, karolinski  (carolinian), katbol, kiribati, koro, kosraean, kumak, kwaio, kwamera, kwara'ae, labo, lakona, lamenu, larevat, lau, lauan, lehali, lehalurup, lelepa, lenakel, lengo, letemboi, lewo, lingarak, litzlitz, lomaiviti, longgu, lonwolwol, lorediakarkar, mae, mafea, maii, malango, malfaxal, malo, malua bay, mangarevanski (mangareva), maori, mapia, maragus, marino, markeški (marquesan, 2 jezika, sjeverni i južni), maršalski (marshallese), maskelynes, mea, mele-fila, merei, merlav, mokilese, morouas, mortlockese, mosina, mota, motlav, mpotovoro, namakura, namonuito, namosi-naitasiri-serua, narango, nasarian, nauruan, navut, neku, nemi, nengone, niuafo'ou, niuatoputapu, niujski (niue), nokuku, nukumanu, nukuoro, nukuria, nume, numee, nyâlayu, olrat, ontong java, oroha, orowe, owa, pááfang, paama, paicî, penrhyn, piamatsina, pije, pileni, pingelapese, pohnpeian, polonombauk, port sandwich, port vato, pukapuka, puluwatese, pwaamei, pwapwa, rakahanga-manihiki, rapa, rapa nui, rarotongan, rennell-belona, repanbitip, rerep, roria, rotuman, sa, sa'a, sakao, samoanski, satawalese, seke,  shark bay, sie, sikaiana, sjeverni ambrym (ambrym, north), sjeverni efate (efate, north), sjeverni tanna (tanna, north), sonsorol, south west bay, sowa, središnji maewo (maewo, central), tahitiski (tahitian), takuu, talise, tambotalo, tanapag, tanema, tangoa, tanimbili, tasmate, teanu, tiale, tikopia, tiri, to'abaita, tobian, toga, tokelauan, tolomako, tonganski, tručki (chuukese), tuamotu, tutuba, tuvalu, ulithian, unua, ura, uripiv-wala-rano-atchin, valpei, vamale, vano, vao, vatrata, vinmavis, vunapu, waamwang, wailapa, wala, wallisian, wetamut, whitesands, woleaian, wusi, xârâcùù, xaragure, yuaga, zapadni fidžijski, zapadni uvea (uvean, west), zire. 
b1. Daleka Oceanija (199)
b2. Južnovanuatski jezici South Vanuatu (9)
b3. jugoistočni solomonski jezici Southeast Solomonic (26)
c) St. Matthias (2) Papua Nova Gvineja: mussau-emira, tenis.
d) Zapadna Oceanija (230) Solomonovi Otoci, Papua Nova Gvineja: abadi, adzera, aigon, aiklep, akolet, amara, anuki, anus, apalik, are, aribwatsa, aribwaung, arifama-miniafia, arop-lukep, arop-sissano, 'auhelawa, avau, awad bing, babatana, bannoni, bariai, barok, bebeli, biem, bilbil, bilur, bina, blablanga, bola, bonggo, boselewa, buang (2 jezika, mangga i mapos), budibud, bugawac, buhutu, bulu, bunama, bwaidoka, bwanabwana, cheke holo, dambi, dawawa, diodio, dobu, doga, duau, duke, duwet, galeya, gao, gapapaiwa, gedaged, ghanongga, ghayavi, gimi, gitua, gorakor, gumawana, guramalum, gweda, hahon, haigwai, hakö, halia, hoava, hote, hula, iamalele, iduna, iwal, kaiep, kairiru, kakabai, kandas, kaninuwa, kapin, kara, karnai, karore, kaulong, kayupulau, keapara, kela, kilivila, kis, kokota, koluwawa, konomala, kove, kuanua, kumalu, kuni, kusaghe, label, labu, laghu, lala,  lamogai, lavatbura-lamusong, lawunuia, lesing-gelimi, lihir, liki, lote, lungga, lusi, madak, magori, maiadomu, maisin, maiwala, malalamai, malasanga, maleu-kilenge, malol, mamusi, manam, mandara, mangseng, mari, marik, marovo, masimasi, mato, matukar, mbula, medebur, mekeo, mengen, meramera, minaveha, mindiri, minigir, misima-paneati, miu, molima, mono, motu, mouk-aria, muduapa, musom, mutu, muyuw, mwatebu, nafi, nakanai, nalik, nehan, nimoa, notsi, numbami, ormu, ouma, oya'oya, papapana, patep, patpatar, petats, piu, podena, ramoaaina, ririo, ronji, roviana, saliba, saposa, sengseng, sepa, sera, sewa bay, siar-lak, simbo, sinaugoro, sio, sissano, sobei, solong, solos, suau, sudest, sursurunga, takia, tami, tangga, tarpia, taupota, tawala, teop, terebu, tiang, tigak, tinputz, tobati, tomoip, torau, toura, tumleo, tungag, ubir, ughele, ulau-suain, uneapa, uruava, vaghua, vangunu, varisi, vehes, wab, wa'ema, wagawaga, waima, wakde, wampar, wampur,  watut (3 jezika, središnji,. sjeverni i južni), wedau, wogeo, yabem, yakaikeke, yakamul, yamap, yamna, yarsun, yoba, zabana, zazao,zenag.
d1. Meso Melanesian (66)
d2. sjevernonovogvinejski jezici (102):
d3. Papuan Tip (62):
e) japski (yapese) (1) Mikronezija; japski

## Vanjske poveznice
- Ethnologue (14th)
- Ethnologue (15th)